# M 535
Das noch von der Kaiserlichen Marine in Auftrag gegebene Minensuchboot M 535 war eines von 36 Booten des Typs Minensuchboot 1916, die noch im Zweiten Weltkrieg von der Kriegsmarine eingesetzt wurden. Während seiner Einsatzzeit änderte sich mehrfach der Name des Bootes. Wurde es zunächst M 135 bezeichnet, änderte sich der Name 1923 in Hela, 1939 in Gazelle und 1940 zu M 535. Nach dem Ende des Weltkrieges wurde das Boot sowjetische Kriegsbeute und 1946 in Diesna, 1951 in Wienta, 1959 schließlich in PKZ 138 umbenannt und 1965 abgewrackt.

## Bau und technische Daten
Das 1918 auf der Schiffswerft J. Frerichs & Co. in Einswarden an der Unterweser auf Kiel gelegte Boot lief dort erst nach Beendigung des Krieges am 15. März 1919 vom Stapel und wurde am 31. Oktober 1919 von der Reichsmarine in Dienst gestellt.
Bei einer Länge von 56,1 m in der Wasserlinie bzw. 59,3 m über alles, einer Breite von 7,30 m und einem maximalen Tiefgang von 2,15 m verdrängte das Boot 508 t (Konstruktion und maximal 550 t). Zwei Marine-Kessel mit Kohlefeuerung und zwei stehende Verbunddampfmaschinen mit dreifacher Dampfdehnung und zusammen 1600 PS ermöglichten über zwei Wellen und Schrauben eine Höchstgeschwindigkeit von 15 Knoten. Mit dem Bunkervorrat von 115 t Kohle war bei einer Marschgeschwindigkeit von 14 Knoten ein Aktionsradius von 2000 Seemeilen gegeben. Die Bewaffnung bestand aus einem 10,5-cm-L/45-C/06-Schnellfeuergeschütz und einem 2,0-cm-L/65-C/38-Flugabwehrgeschütz. 1943 kam eine zweite 2-cm-Flak hinzu.

## Geschichte
Nach ersten Dienstjahren als Minensucher wurde das Boot ab 5. Februar 1923 mit dem Namen Hela als Flottentender verwendet. Nachdem der neue, 1937 in Auftrag gegebene Flottentender Hela am 29. Dezember 1938 bei der Stülcken-Werft in Hamburg vom Stapel gelaufen war, erhielt das Boot am 2. Januar 1939 den neuen Namen Gazelle. Am 1. Oktober 1940 wurde das Boot wieder zum Minensuchboot umfunktioniert und erhielt die Bezeichnung M 535. Bis Kriegsende diente es dann als Minensucher. Kurz vor Kriegsende folgte noch der Einsatz als Begleitschiff bei der 3. Räumbootsflottille. Bei Kriegsende wurde es alliierte Kriegsbeute und wurde dann zunächst im Deutschen Minenräumdienst eingesetzt.
Am 8. Februar 1946 wurde es als Teil deutscher Reparationen an die Sowjetunion ausgeliefert. Dort wurde es unter dem Namen Diesna und ab 1951 als Wienta als Wohnschiff genutzt. 1959 erfolgte eine erneute Umbenennung in PKZ 138. Am 26. Juni 1965 wurde das Boot schließlich aus dem Bestand gestrichen und in der Folge abgewrackt.